# Friedrich Georg Bering
Friedrich Georg Bering (* 19. November 1803; † 10. September 1878) war ein deutscher Richter und Parlamentarier.

## Leben
Friedrich Georg Bering studierte Rechtswissenschaften an der Ruprecht-Karls-Universität Heidelberg. 1825 wurde er Mitglied des Corps Saxo-Borussia Heidelberg. Nach dem Studium wurde er Kreisgerichtsrat in Erfurt.
Von 1862 bis 1868 war er für den Wahlkreis Erfurt 4 (Stadt- und Landkreis Erfurt) Abgeordneter zum Preußischen Abgeordnetenhaus. In der 6. Legislaturperiode (14. Januar bis 11. März 1862) gehörte er der Rechten an, in den folgenden 4 Legislaturperioden dem Linken Zentrum. Im Sommer 1868 schied er im ersten Jahr der 10. Legislaturperiode aus.